# 放送大学の人物一覧
放送大学の人物一覧（ほうそうだいがくのじんぶついちらん）は、放送大学及び放送大学学園に関係する人物の一覧記事。

## 歴代学長
| 代 | 氏名     | 着任         | 退任          | 専門・経歴等                                                                               |
| -- | -------- | ------------ | ------------- | ------------------------------------------------------------------------------------------ |
| 1  | 香月秀雄 | 1983年4月1日 | 1989年4月30日 | 外科学、千葉大学学長                                                                       |
| 2  | 甲田和衛 | 1989年5月1日 | 1992年4月30日 | 人文科学、大阪大学文学部 学部長                                                            |
| 3  | 小尾信彌 | 1992年5月1日 | 1998年4月30日 | 天体物理学、東京大学教養学部教授                                                           |
| 4  | 吉川弘之 | 1998年5月1日 | 2001年4月30日 | 精密工学・ロボット工学、東京大学総長、産業技術総合研究所理事長、東京国際工科専門職大学学長 |
| 5  | 丹保憲仁 | 2001年5月1日 | 2007年4月30日 | 土木学、北海道大学総長                                                                     |
| 6  | 石弘光   | 2007年5月1日 | 2011年4月30日 | 財政学、一橋大学学長                                                                       |
| 7  | 岡部洋一 | 2011年5月1日 | 2017年3月31日 | 電子工学、東京大学先端科学技術研究センター長、東京大学情報基盤センター長                   |
| 8  | 來生新   | 2017年4月1日 | 2021年3月31日 | 経済法・行政法、横浜国立大学副学長                                                         |
| 9  | 岩永雅也 | 2021年4月1日 | [ 1 ]         | 教育社会学、放送大学副学長                                                                 |

## 歴代理事長
| 代 | 氏名     | 着任          | 退任          | 専門・経歴等                                                                                       |
| -- | -------- | ------------- | ------------- | -------------------------------------------------------------------------------------------------- |
| 1  | 藤田健治 | 1981年7月1日  | 1983年6月30日 | 哲学、第4代お茶の水女子大学学長、放送教育開発センター所長                                          |
| 2  | 香月秀雄 | 1983年7月1日  | 1986年7月15日 | 外科学、第7代千葉大学学長、初代放送大学長                                                          |
| 3  | 宮地貫一 | 1986年7月16日 | 1991年6月30日 | 文部事務次官                                                                                       |
| 4  | 阿部充夫 | 1991年7月1日  | 1997年6月30日 | 文部事務次官                                                                                       |
| 5  | 井上孝美 | 1997年7月1日  | 2005年9月30日 | 文部事務次官                                                                                       |
| 6  | 御手洗康 | 2005年10月1日 | 2011年3月31日 | 文部科学事務次官                                                                                   |
| 7  | 白井克彦 | 2011年4月1日  | 2017年3月31日 | 電子工学・音声認識学、第15代早稲田大学総長                                                         |
| 8  | 有川節夫 | 2017年4月1日  | 2022年1月31日 | 情報科学、第22代九州大学総長                                                                       |
|    | 空席     | 2022年2月1日  | 2022年3月31日 | |
| 9  | 髙橋道和 | 2022年4月1日  |               | 文部科学省初等中等教育局長、公益財団法人東京オリンピック・パラリンピック競技大会組織委員会役員室長 |

## 著名な教職員

### 教養学部・大学院文化科学研究科

#### 生活と福祉コース
- 奈良由美子 - 教授　生活環境学

#### 心理と教育コース
- 岩永雅也 - 教授　教育社会学
- 佐藤仁美 - 准教授　臨床心理学
- 橋本鉱市 - 教授　教育社会学
- 森津太子 - 教授　社会心理学

#### 社会と産業コース
- 川出良枝 - 教授　西洋政治思想史
- 北川由紀彦 - 教授　都市社会学
- 齋藤正章 - 准教授　会計学
- 白鳥潤一郎 - 准教授　国際政治学
- 玉野和志 - 教授　都市社会学
- 原田順子 - 教授　人的資源管理論
- 堀部安嗣 - 教授　建築設計
- 松井美樹 - 教授　オペレーションズ・マネジメント
- 松原隆一郎 - 教授　社会経済学
- 山岡龍一 - 教授　西洋政治思想史

#### 人間と文化コース
- 魚住孝至 - 特任教授　日本思想
- 大橋理枝 - 教授　異文化間コミュニケーション
- 河原温 - 教授　西洋史学
- 近藤成一 - 教授　日本中世史
- 杉森哲也 - 教授　日本近世史
- 滝浦真人 - 教授　日本語学
- 野崎歓 - 教授　フランス文学
- 宮本陽一郎 - 特任教授　アメリカ文学

#### 情報コース
- 中川一史 - 教授　情報工学

#### 自然と環境コース
- 岸根順一郎 - 教授　理論物理学
- 隈部正博 - 教授　帰納的関数論
- 谷口義明 - 教授　銀河天文学
- 二河成男 - 教授　生命情報科学

### 公認心理師教育推進室
- 桑原知子 - 室長・特任教授　臨床心理学

### 障がいに関する学生支援相談室
- 山室恭子 - 室長・特任教授　日本近世史
- 角田哲哉 - 教授　臨床心理学
- 石丸昌彦 - 特任教授　精神医学

### 客員教員

#### あ行
- 青木栄一　教育行政学
- 青山昌文　芸術論
- 青山弘之　アラブ地域研究
- 赤尾勝己　生涯学習論
- 赤川学　社会学
- 赤堀雅幸　文化人類学
- 阿部公彦　イギリス文学
- 荒木寿友　教育方法学
- 飯島佐知子　保健経済論
- 飯田恭　農村社会経済史
- 飯田豊　メディア論
- 五百旗頭薫　日本政治外交史
- 池上俊一　西洋中世史
- 石浦章一　分子生物学
- 石黒圭　日本語学
- 石田光規　社会学
- 伊勢田哲治　倫理学
- 依田高典　応用経済学
- 井出万秀　ドイツ語学
- 伊東暁人　経営情報学
- 伊藤亜聖　中国経済
- 伊東祐郎　日本語教育学
- 伊東毅　道徳教育
- 伊藤宗彦　製品開発論
- 稲賀繁美　比較文化論
- 稲継裕昭　行政学
- 稲葉昭英　計量社会学
- 岩淵令治　日本近世史
- 上原泉　認知心理学
- 上原哲太郎　サイバーセキュリティ
- 受田宏之　開発経済学
- 内田良　学校教育学
- 梅﨑昌裕　国際保健学
- エリス俊子　比較文学
- 大石和欣　イギリス文学
- 大木康　中国文学
- 大島丈志　日本近代文学
- 大塚直　環境法
- 大坪庸介　社会心理学
- 大橋正明　国際開発学
- 大橋洋一　イギリス文学
- 岡崎晴輝　比較政治学
- 小川正人　教育行政学

#### か行
- 貝塚茂樹　日本教育史
- 加治佐敬　農業経済学
- 加藤真　生態学
- 金井利之　都市行政学
- 金菱清　環境社会学
- 蟹江章　監査論
- 金子拓　日本中世史
- 神長美津子　幼児教育学
- 神村栄一　社会心理学
- 萱間真美　精神看護学
- 河添健　フーリエ解析
- 菊池聡　認知心理学
- 岸本寛史　臨床心理学
- 北村暁夫　イタリア近現代史
- 北村聖　免疫学
- 北村義浩　感染症学
- 木下千花　映画学
- 木村大治　文化人類学
- 木村俊道　西洋政治思想史
- 木村直樹　日本近世史
- 楠見孝　認知心理学
- 熊野稔　地域計画学
- 倉光修　臨床心理学
- 湖中真哉　生態人類学
- 駒村康平　社会政策

#### さ行
- 齊藤誠　マクロ経済学
- 斎藤真理子　翻訳家
- 斉藤弥生　社会福祉学
- 斎藤兆史　英文学
- 坂井建雄　解剖学
- 酒井啓亘　国際法
- 坂上康俊　日本古代史
- 坂田仰　教育行政学
- 佐川英治　中国古代史
- 佐藤晴雄　学校教育学
- 佐藤亮　経営学
- 沢井実　経済史
- 島内裕子　日本中世文学
- 下山晴彦　臨床心理学
- 季武嘉也　日本近代政治史
- 杉山清彦　大清帝国史
- 鈴木一人　国際政治学
- 鈴木晶　舞台芸術論
- 鈴木啓介　高次構造天然有機化合物
- 須永剛司　デザイン教育学
- 砂上史子　幼児教育学

#### た行
- 高倉浩樹　文化人類学
- 高橋和夫　国際政治学
- 髙橋聡美　精神看護学
- 高橋信行　行政法
- 武田知己　日本政治外交史
- 田中理絵　教育社会学
- 田辺俊介　計量社会学
- 谷本雅之　日本経済史
- 丹治愛　イギリス文学
- 塚本昌則　フランス文学
- 塚谷裕一　発生生物学
- 筒井淳也　計量社会学
- 露口健司　教育行政学

#### な行
- 中静透　森林生態学
- 中嶋毅　西洋史
- 永田晃也　技術経営
- 永野仁美　社会保障法
- 中西徹　開発経済学
- 中村高康　教育社会学
- 中山洋平　ヨーロッパ比較政治
- 奈良岡聰智　日本近代政治外交史
- 仁平典宏　社会学
- 沼野恭子　ロシア文化
- 沼野充義　スラヴ文学
- 納富信留　西洋古典学
- 野間敏克　金融政策
- 野谷文昭　ラテンアメリカ文学

#### は行
- 長谷部光泰　植物進化学
- 服部信孝　神経内科学
- 林佳世子　オスマン帝国史
- 林泰成　道徳教育
- 早瀬昇　社会運動家
- 原武史　日本政治思想史
- 日髙真吾　民俗学
- 深津武馬　進化生物学
- 深山直子　文化人類学
- 古井戸秀夫　歌舞伎研究
- 洞口治夫　経営戦略論
- 本田由紀　教育社会学

#### ま行
- 増井俊之　情報工学
- 松井彰彦　ゲーム理論
- 待鳥聡史　比較政治学
- 丸谷浩介　社会保障法
- 水越伸　メディア理論
- 水島治郎　オランダ政治史
- 三ツ井崇　朝鮮近現代史
- 宮城俊作　都市計画
- 宮崎総一郎　睡眠学
- 宮下規久朗　イタリアバロック美術
- 村松真理子　イタリア文学
- 本山敦　家族法
- 森佳子　音楽学
- 森田美弥子　臨床心理学
- 諸富徹　財政学

#### や行
- 八木絵香　科学技術社会論
- 矢吹太朗　知能情報学
- 柳原孝敦　スペイン文学
- 山縣文治　児童福祉学
- 山口高平　知識工学
- 山口洋典　自然災害科学
- 山崎晴雄　地質学
- 山田広昭　比較文学
- 山元一　憲法学
- 横山安由美　フランス文学
- 吉田憲司　文化人類学
- 吉田寛　表象文化論

#### わ行
- 若生謙二　造園学
- 鷲谷花　日本映画史
- 渡部潤一　太陽系天文学
- 渡部泰明　和歌文学
- 渡辺靖　アメリカ政治
- 和田俊憲　刑法

### 学習センター

#### 北海道学習センター
- 中村三春 - 客員教授　日本近現代文学

#### 宮城学習センター
- 八鍬友広 - 所長・特任教授　日本教育史
- 尾崎彰宏 - 客員教授　日本美術史

#### 山形学習センター
- 山本陽史 - 所長・特任教授　日本近世文学

#### 茨城学習センター
- 羽渕裕真 - 客員教授　情報工学

#### 群馬学習センター
- 藤本宗利 - 客員教授　日本古代文学

#### 埼玉学習センター
- 伊藤博明 - 客員教授　思想史

#### 千葉学習センター
- 柴佳世乃 - 客員教授　日本中世文学
- 金子智栄子 - 客員教授　教育心理学

#### 東京渋谷学習センター
- 長谷川まゆ帆 - フランス近世史

#### 東京文京学習センター
- 熊野純彦 - 所長・特任教授　西洋倫理思想史
- 安藤宏 - 客員教授　日本近代文学
- 小田部胤久 - 客員教授　ドイツ語圏美学
- 小野塚知二 - 客員教授　イギリス経済史
- 鈴木泉 - フランス哲学
- 頼住光子 - 日本倫理思想史

#### 東京多摩学習センター
- 深澤英隆 - 客員教授　宗教学
- 森村敏己 - 客員教授　社会思想史

#### 神奈川学習センター
- 大谷英雄 - 所長・特任教授　社会システム工学
- 八木裕之 -客員教授　会計学

#### 静岡学習センター
- 石井潔 - 所長・特任教授　文化研究
- 園田明人 - 客員教授　心理学
- 小山真人 - 客員教授　地質学

#### 愛知学習センター
- 根本二郎 - 所長・特任教授　経済学

#### 三重学習センター
- 谷口裕信 - 客員教授　日本近代史

#### 京都学習センター
- 玉田芳史 - 所長・特任教授　タイ政治

#### 大阪学習センター
- 金水敏 - 所長・特任教授　歴史言語学
- 堀江剛 - 客員教授　哲学
- 鴋澤歩 - 客員教授　経済史
- 安留誠吾 - 客員教授　情報工学

#### 奈良学習センター
- 杉本一樹 - 客員教授　日本古代史

#### 島根学習センター
- 武田信明 - 客員教授　日本近現代文学

#### 福岡学習センター
- 久枝良雄 - 所長・特任教授　生物無機化学
- 小山内康人 - 客員教授　地質学
- 田淵浩二 - 客員教授　刑事訴訟法
- 鶴野玲治 - 客員教授　情報工学
- 宮本一夫 - 客員教授　東南アジア考古学

#### 佐賀学習センター
- 深浦厚之 - 客員教授　マクロ経済学

#### 熊本学習センター
- 稲葉継陽 - 客員教授　日本中近世史

#### 鹿児島学習センター
- 乕尾達哉 - 客員教授　日本古代史

## 元教員
- 五味文彦（教授　日本中世史／地域史）2006-2016
- 米谷民明（教授　物理学）-2015
- 佐藤康邦（教授　哲学）-2014
- 松本忠夫（教授　生態学・環境生物学）-2014
- 平澤彌一郎（教授　運動生理学）-2002逝去
- 東千秋（放送大学名誉教授）-2013
- 生井澤寛（教授　物理学）-2013 2016逝去
- 海部宣男（国立天文台名誉教授、国際天文学連合会長）-2012
- 仙波純一（さいたま市立病院総合心療科部長）-2012
- 天川晃（横浜国立大学名誉教授）-2011
- 笠原潔（放送大学教授）-2008逝去
- 長岡亮介（明治大学客員教授）-2008
- 橋本裕藏（千葉科学大学准教授）
- 波多野誼余夫（元慶應義塾大学教授、元獨協大学教授）
- 渡邊二郎（東京大学名誉教授）
- 小沢昭一（客員教授）-2012逝去
- 御厨貴（政治学・政治史）青山学院大学特任教授
- 黒須正明（客員教授　ヒューマンインターフェース・ユーザビリティ工学）-2017
- 岡部洋一（学長・教授　情報工学・電子工学） -2017
- 道幸哲也（教授　労働法）2011-2018
- 内堀基光（名誉教授　東南アジア民族学）
- 草光俊雄（教授　英国社会経済史／文化史）
- 宮下志朗（名誉教授　フランス文学／書物史）
- 吉田光男（名誉教授　東洋史学）
- 星野英一（教授 東京大学名誉教授 民法・法学入門）1992-1997
- 芦部信喜（客員教授 東京大学名誉教授 憲法学）1994
- 今道友信（教授 東京大学名誉教授 哲学・美学）1983-85年
- 宮本みち子（名誉教授、元副学長　家族社会学･青年社会学）
- 大曽根寛（特任教授　福祉法制）2023.2逝去
- 來生新（名誉教授・元学長　経済法・行政法）
- 坂井素思（名誉教授　社会経済学、経済組織論）
- 河合明宣（名誉教授　農業経済学）
- 森岡淸志 (名誉教授　社会学)
- 岡田光正 (元副学長　環境化学工学、生態工学)
- 吉岡一男（教授　天文学）

### 元アナウンサー
- 愛敬一幸 2018-
- 斎藤綾乃（気象予報士）2011-2016
- 佐治真規子（トークアドバイザー）2010-2013
- 宮田英里（茨城放送アナウンサー）-2011
- 二宮朋子（フリーアナウンサー・コラムニスト）-2010
- 横山美和（フリーアナウンサー）
- 川口由貴絵（旧姓：船岡）  2003-2008
- 児玉有希 2016-2019

## 著名な出身者

### 政治・行政
- 染谷絹代 - 静岡県島田市長
- 初宿和夫 - 東京都八王子市長、元東京都人事委員会事務局長
- 中原恵人 - 埼玉県吉川市長
- 松本武洋 - 埼玉県和光市長
- 米本弥一郎 - 千葉県旭市長
- 原田武夫 - 元外交官、原田武夫国際戦略情報研究所創業者
- 一色正春 - 元海上保安官
- 奥山宏二 - 元東京都下水道局長、多摩都市モノレール社長

### 学術
- 植村栄治 - 法学、博士、大東文化大学法科大学院教授
- 清水誠 - 教育学者、埼玉大学教育学部教授
- 椎名美智 - 学術、博士、法政大学教授
- 並木浩一 - 評論家、博士、桐蔭横浜大学教授
- 角田哲哉 - 支援教育、臨床心理学、放送大学准教授
- 久住眞理 - 医学、博士、人間総合科学大学創立者・学長
- 嶋田和子 - 教育学、イーストウエスト日本語学校副校長
- 松村豊大 - 法学、博士、徳島文理大学教授
- 倉橋節也 - 経営学、筑波大学大学院教授
- 岡部洋一 - 工学博士、元放送大学学長
- 山口みのり - 看護学、静岡県立大学看護学部准教授
- 中川英子 - 家政学、宇都宮短期大学名誉教授、元副学長
- 稲垣俊介 - 情報科学、博士、山梨大学教育学部附属教育実践総合センター准教授

### 文化
- 岩尾光代 - 作家、ジャーナリスト
- 敷村良子 - 作家、坊っちゃん文学賞
- 鈴木由紀子 - 作家、小学館ノンフィクション大賞優秀賞
- 村山りおん - 作家、小島信夫文学賞
- 山口敏太郎 - 作家、オカルト、超常現象研究
- 花柳幻舟 - 作家、女優、日本舞踊花柳流
- 神谷和宏 - 評論家
- 渡邊大門 - コラムニスト、歴史学研究
- 嵯峨景子 - ライター、少女小説研究
- 丸山晴美 - ライター、節約アドバイザー
- こうの史代 - 漫画家、文化庁メディア芸術祭マンガ部門大賞
- 野村貞方 - 写真家、アーティスト、ニューヨークADC会員
- 高木登 - 脚本家
- ロクリアン正岡 - 作曲家

### 芸能
- 金沢碧 - 女優
- 光明寺敬子 - 女優、声優
- 下塚誠 - 俳優、声優
- 湖月わたる - 女優、宝塚歌劇団星組男役
- 中島香織 - 宝塚歌劇団月組娘役、兵庫県議会議員
- 仁科仁美 - モデル、タレント
- 麻木久仁子 - タレント　※選科履修生[2]

### 放送
- 立岩陽一郎 - NHKチーフディレクター、NPO法人インファクト代表理事
- 斎藤綾乃 - NHK、放送大学
- 二宮朋子 - テレビ宮崎、放送大学

### スポーツ
- 笹原美智子 - 柔道家
- 埜口保男 - 自転車冒険家

### その他
- 熊谷正寿 - GMOインターネット会長兼社長　※除籍
- 成田きん - 双子姉妹きんさんぎんさんの姉　※科目履修生
- 倉部史記 - 著作家・進路指導アドバイザー